# Эль-Серрито (Калифорния)
Эль-Серрито — город в США, в округе Контра-Коста штата Калифорния.

## География
Эль-Серрито расположен по координатам 37°55′11″ с. ш. 122°18′09″ з. д..
По данным Бюро переписи населения США в 2010 году город имел площадь 9,55 км2, вся площадь — суша.

## Демография
Согласно переписи 2010 года, в городе проживало 23 549 человек в 10 142 домохозяйствах в составе 6166 семей.
Плотность населения составляла 2466 человек/км², 10716 квартир (1122/км²).
Расовый состав населения:
| - 53,3 % — белых - 27,3 % — азиатов - 7,7 % — чёрных - 0,5 % — коренных американцев - 0,2 % — выходцев из тихоокеанских островов - 4,6 % — лиц других рас |

К двум или более расам принадлежало 6,5 %.
Доля испаноязычных составила 11,1 % от всех обитателей.
По возрастному составу население распределялось следующим образом:
17,4 % — лица младше 18 лет,
64,7 % — лица в возрасте 18—64 лет,
17,9 % — лица в возрасте 65 лет и старше.
Медиана возраста жителя составила 43,5 лет.
На 100 человек женского пола в городе приходилось 92,3 мужчины;
на 100 женщин в возрасте от 18 лет и старше — 89,1 мужчин также старше 18 лет.
Средний доход на одно домашнее хозяйство составил 109 255 долларов США (медиана — 88 737 ), а средний доход на одну семью — 125 722 доллара (медиана — 105 345 ).
Медиана доходов составляла 72 115 долларов для мужчин и 63 276 долларов для женщин.
За чертой бедности находилось 9,0 % человек, в том числе 6,8 % детей в возрасте до 18 лет и 7,8 % лиц в возрасте 65 лет и старше.
Гражданское трудоустроенное население составляло 12 432 человека.
Основные отрасли занятости:
образование, здравоохранение и социальная помощь — 29,3%,
ученые, специалисты, менеджеры — 20,4%, искусство,
развлечения и отдых — 9,6%,
розничная торговля — 6,2%.